# Can't Hold Us
"Can't Hold Us" là một bài hát của bộ đôi rapper và nhà sản xuất âm nhạc người Mỹ Macklemore & Ryan Lewis hợp tác với nghệ sĩ thu âm người Mỹ Ray Dalton nằm trong album phòng thu đầu tay của họ, The Heist (2012). Nó được phát hành vào ngày 16 tháng 8 năm 2011 như là đĩa đơn thứ tư trích từ album bởi Macklemore LLC, hãng đĩa độc lập của Macklemore dưới sự phân phối của Alternative Distribution Alliance (ADA), một công ty chi nhánh thuộc của Warner Music Group. Bài hát được đồng viết lời bởi ba nghệ sĩ, trong khi phần sản xuất được đảm nhiệm bởi Lewis, người cũng chịu trách nhiệm sản xuất cho toàn bộ những tác phẩm trong sự nghiệp của bộ đôi. "Can't Hold Us" là một bản hip hop và R&B mang nội dung đề cập đến khát khao của một người đàn ông trong việc khẳng định với thế giới rằng không điều gì có thể ngăn anh đạt được ước mơ. Nó bắt đầu thu hút sự chú ý của Sean Lynch, một nhà báo đến từ The Source, người đã khởi xướng một cuộc phỏng vấn với Macklemore cho tạp chí vào năm 2012. Một phiên bản phối lại của bài hát mang tên "Just Can't Hold Us" hợp tác với Eminem đã được phát hành.
Sau khi phát hành, "Can't Hold Us" nhận được những phản ứng tích cực từ các nhà phê bình âm nhạc, trong đó họ đánh giá cao giai điệu hấp dẫn và quá trình sản xuất nó, cũng như gọi đây là một điểm nhấn nổi bật từ The Heist. Ngoài ra, bài hát còn gặt hái nhiều giải thưởng và đề cử tại những lễ trao giải lớn, bao gồm chiến thắng tại giải thưởng âm nhạc Billboard năm 2014 cho Top Bài hát Rap. "Can't Hold Us" cũng tiếp nhận những thành công vượt trội về mặt thương mại, đứng đầu các bảng xếp hạng ở Úc, Ba Lan và Thụy Điển, đồng thời lọt vào top 10 ở hầu hết những quốc gia nó xuất hiện, bao gồm vươn đến top 5 ở những thị trường lớn như Áo, Bỉ, Canada, Đan Mạch, Phần Lan, Pháp, Đức, Ireland, Hà Lan, New Zealand, Na Uy, Thụy Sĩ và Vương quốc Anh. Tại Hoa Kỳ, nó đạt vị trí số một trên bảng xếp hạng Billboard Hot 100 trong năm tuần liên tiếp, trở thành đĩa đơn quán quân thứ hai liên tiếp của Macklemore & Ryan Lewis và đầu tiên của Dalton tại đây. Tính đến nay, nó đã bán được hơn 11 triệu bản trên toàn cầu, trở thành một trong những đĩa đơn bán chạy nhất mọi thời đại.
Video ca nhạc cho "Can't Hold Us" được đồng đạo diễn bởi Lewis, Jason Koenig và Jon Jon Augustavo, với nội dung ghi lại toàn bộ hành trình của bộ đôi và Dalton đi khắp thế giới với ban nhạc của họ, trong đó quá trình ghi hình diễn ra trong 17 ngày, ở 2 lục địa và bao gồm 16 cảnh quay khác nhau. Nó đã nhận được một đề cử giải Grammy cho Video âm nhạc xuất sắc nhất tại lễ trao giải thường niên lần thứ 56 cũng như gặt hái bốn đề cử tại giải Video âm nhạc của MTV năm 2014 ở hạng mục Video Hip-Hop xuất sắc nhất, Quay phim xuất sắc nhất, Đạo diễn xuất sắc nhất và Biên tập xuất sắc nhất, và chiến thắng hai giải đầu. Để quảng bá bài hát, Macklemore & Ryan Lewis đã trình diễn nó trên nhiều chương trình truyền hình và lễ trao giải lớn, bao gồm Conan, Late Show with David Letterman, Saturday Night Live và giải thưởng Âm nhạc Mỹ năm 2013. Kể từ khi phát hành, "Can't Hold Us" đã xuất hiện trong nhiều tác phẩm điện ảnh và truyền hình, bao gồm 90210, Grudge Match, Horrible Bosses 2, Ice Age: Collision Course, Middle School: The Worst Years of My Life và Sesame Street.

## Danh sách bài hát
- Tải kĩ thuật số[1]

1. "Can't Hold Us" – 4:18
2. "Can't Hold Us" (không lời) – 4:18

- Đĩa 7"[2]

1. "Can't Hold Us" – 4:18
2. "Make the Money" – 3:45

- Đĩa CD[3]

1. "Can't Hold Us" – 4:18
2. "Wings" – 3:45

## Xếp hạng
| Bảng xếp hạng (2011-13)                   | Vị trí cao nhất |
| ----------------------------------------- | --------------- |
| Úc (ARIA)                                 | 1               |
| Áo (Ö3 Austria Top 40)                    | 3               |
| Bỉ (Ultratop 50 Flanders)                 | 2               |
| Bỉ (Ultratop 50 Wallonia)                 | 2               |
| Canada (Canadian Hot 100)                 | 2               |
| Cộng hòa Séc (Rádio Top 100)              | 4               |
| Cộng hòa Séc (Singles Digitál Top 100)    | 6               |
| Đan Mạch (Tracklisten)                    | 4               |
| Châu Âu Digital Song Sales (Billboard)    | 2               |
| Phần Lan (Suomen virallinen lista)        | 3               |
| Pháp (SNEP)                               | 3               |
| Đức (Official German Charts)              | 2               |
| Hy Lạp Nhạc số (Billboard)                | 9               |
| Hungary (Dance Top 40)                    | 8               |
| Hungary (Rádiós Top 40)                   | 20              |
| Hungary (Single Top 40)                   | 12              |
| Ireland (IRMA)                            | 3               |
| Israel (Media Forest)                     | 3               |
| Ý (FIMI)                                  | 8               |
| Luxembourg Digital Song Sales (Billboard) | 2               |
| Mexico Phát thanh (Billboard)             | 3               |
| Mexico (Monitor Latino)                   | 12              |
| Hà Lan (Dutch Top 40)                     | 4               |
| Hà Lan (Single Top 100)                   | 5               |
| New Zealand (Recorded Music NZ)           | 4               |
| Na Uy (VG-lista)                          | 4               |
| Ba Lan (Polish Airplay Top 100)           | 1               |
| Bồ Đào Nha Nhạc số (Billboard)            | 9               |
| Scotland (OCC)                            | 4               |
| Slovakia (Rádio Top 100)                  | 8               |
| Slovakia (Singles Digitál Top 100)        | 48              |
| Tây Ban Nha (PROMUSICAE)                  | 18              |
| Thụy Điển (Sverigetopplistan)             | 1               |
| Thụy Sĩ (Schweizer Hitparade)             | 4               |
| artist LÀ BẮT BUỘC CHO UKsinglesbyname    | 3               |
| Anh Quốc R&B (OCC)                        | 1               |
| Hoa Kỳ Billboard Hot 100                  | 1               |
| Hoa Kỳ Dance Club Songs (Billboard)       | 31              |
| Hoa Kỳ Hot R&B/Hip-Hop Songs (Billboard)  | 1               |
| Hoa Kỳ Pop Airplay (Billboard)            | 1               |
| Hoa Kỳ Hot Rap Songs (Billboard)          | 1               |
| Hoa Kỳ Rhythmic (Billboard)               | 1               |

| Bảng xếp hạng (2013)                 | Vị trí |
| ------------------------------------ | ------ |
| Australia (ARIA)                     | 9      |
| Austria (Ö3 Austria Top 40)          | 7      |
| Belgium (Ultratop 50 Flanders)       | 5      |
| Belgium (Ultratop 50 Wallonia)       | 9      |
| Canada (Canadian Hot 100)            | 15     |
| Denmark (Tracklisten)                | 16     |
| Finland (Suomen virallinen lista)    | 9      |
| France (SNEP)                        | 8      |
| Germany (Official German Charts)     | 6      |
| Hungary (Rádiós Top 40)              | 78     |
| Hungary (Dance Top 40)               | 22     |
| Ireland (IRMA)                       | 10     |
| Israel (Media Forest)                | 33     |
| Italy (FIMI)                         | 34     |
| Netherlands (Dutch Top 40)           | 6      |
| Netherlands (Single Top 100)         | 19     |
| Norway (VG-lista)                    | 8      |
| New Zealand (Recorded Music NZ)      | 12     |
| Spain (PROMUSICAE)                   | 41     |
| Sweden (Sverigetopplistan)           | 4      |
| Switzerland (Schweizer Hitparade)    | 9      |
| UK Singles (Official Charts Company) | 13     |
| US Billboard Hot 100                 | 5      |
| US Hot R&B/Hip-Hop Songs (Billboard) | 3      |
| US Pop Songs (Billboard)             | 4      |
| US Rap Songs (Billboard)             | 2      |
| US Rhythmic (Billboard)              | 2      |
| Bảng xếp hạng (2014)                 | Vị trí |
| Hungary (Dance Top 40)               | 48     |
| Italy (FIMI)                         | 68     |
| Sweden (Sverigetopplistan)           | 75     |

| Bảng xếp hạng                        | Vị trí |
| ------------------------------------ | ------ |
| UK Singles (Official Charts Company) | 172    |
| US Billboard Hot 100                 | 404    |
| US Hot R&B/Hip-Hop Songs (Billboard) | 78     |

## Chứng nhận
| Quốc gia | Chứng nhận    | Số đơn vị/doanh số chứng nhận |
| --- | ------------- | ----------------------------- |
| Úc (ARIA) | 7× Bạch kim   | 490.000‡                      |
| Áo (IFPI Áo) | Bạch kim      | 30.000*                       |
| Bỉ (BEA) | Bạch kim      | 30.000*                       |
| Canada (Music Canada) | 4× Bạch kim   | 320.000^                      |
| Đan Mạch (IFPI Đan Mạch) | Vàng          | 15.000^                       |
| Phần Lan (Musiikkituottajat) | —             | 23,741                        |
| Pháp (SNEP) | Vàng          | 163,400                       |
| Đức (BVMI) | 3× Vàng       | 750.000^                      |
| Ý (FIMI) | 4× Bạch kim   | 120.000*                      |
| México (AMPROFON) | Bạch kim+Vàng | 90.000*                       |
| New Zealand (RMNZ) | 2× Bạch kim   | 30.000*                       |
| Thụy Điển (GLF) | 2× Bạch kim   | 40.000‡                       |
| Thụy Sĩ (IFPI) | Bạch kim      | 30.000^                       |
| Anh Quốc (BPI) | 2× Bạch kim   | 1.200.000^                    |
| Hoa Kỳ (RIAA) | 6× Bạch kim   | 6.000.000^                    |
| Venezuela (APFV) | 2× Bạch kim   | 20.000^                       |
| Streaming |               |                               |
| Đan Mạch (IFPI Đan Mạch) | 4× Bạch kim   | 7.200.000^                    |
| Tây Ban Nha (PROMUSICAE) | Bạch kim      | 8.000.000*                    |
| * Chứng nhận dựa theo doanh số tiêu thụ. ^ Chứng nhận dựa theo doanh số nhập hàng. ‡ Chứng nhận dựa theo doanh số tiêu thụ và phát trực tuyến. |               |                               |